# Argyractis parthenodalis
Argyractis parthenodalis là một loài bướm đêm trong họ Crambidae.